# Cab (pojazd)

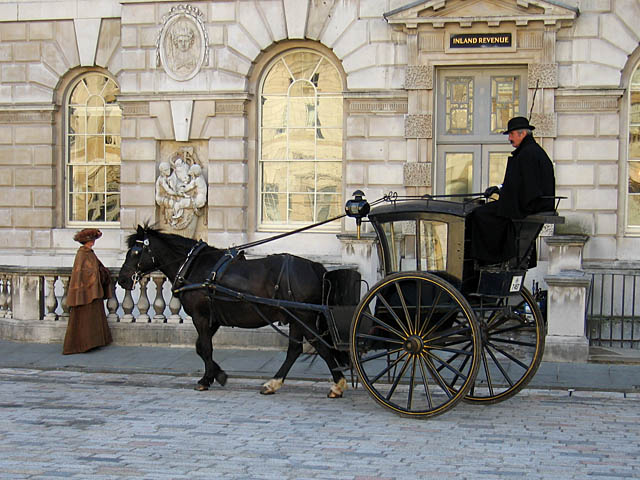
Cab w Londynie

Cab (ang.) – lekki dwukołowy, jednokonny pojazd zaprzęgowy z kozłem stangreta wysoko z tyłu i pudłem dla dwóch pasażerów otwieranym od przodu. Rodzaj kabrioletu, znany jako Hansom cab od nazwiska pomysłodawcy Josepha Hansoma, stosowany od około 1836 w Wielkiej Brytanii jako dorożka (taksówka konna).